# Fürstenberg (Oder)
Fürstenberg (pol. Przybrzeg) – dzielnica miasta Eisenhüttenstadt we wschodnich Niemczech nad Odrą, w kraju związkowym Brandenburgia, w powiecie Oder-Spree. Do 1961 r. samodzielne dolnołużyckie miasto.

## Historia

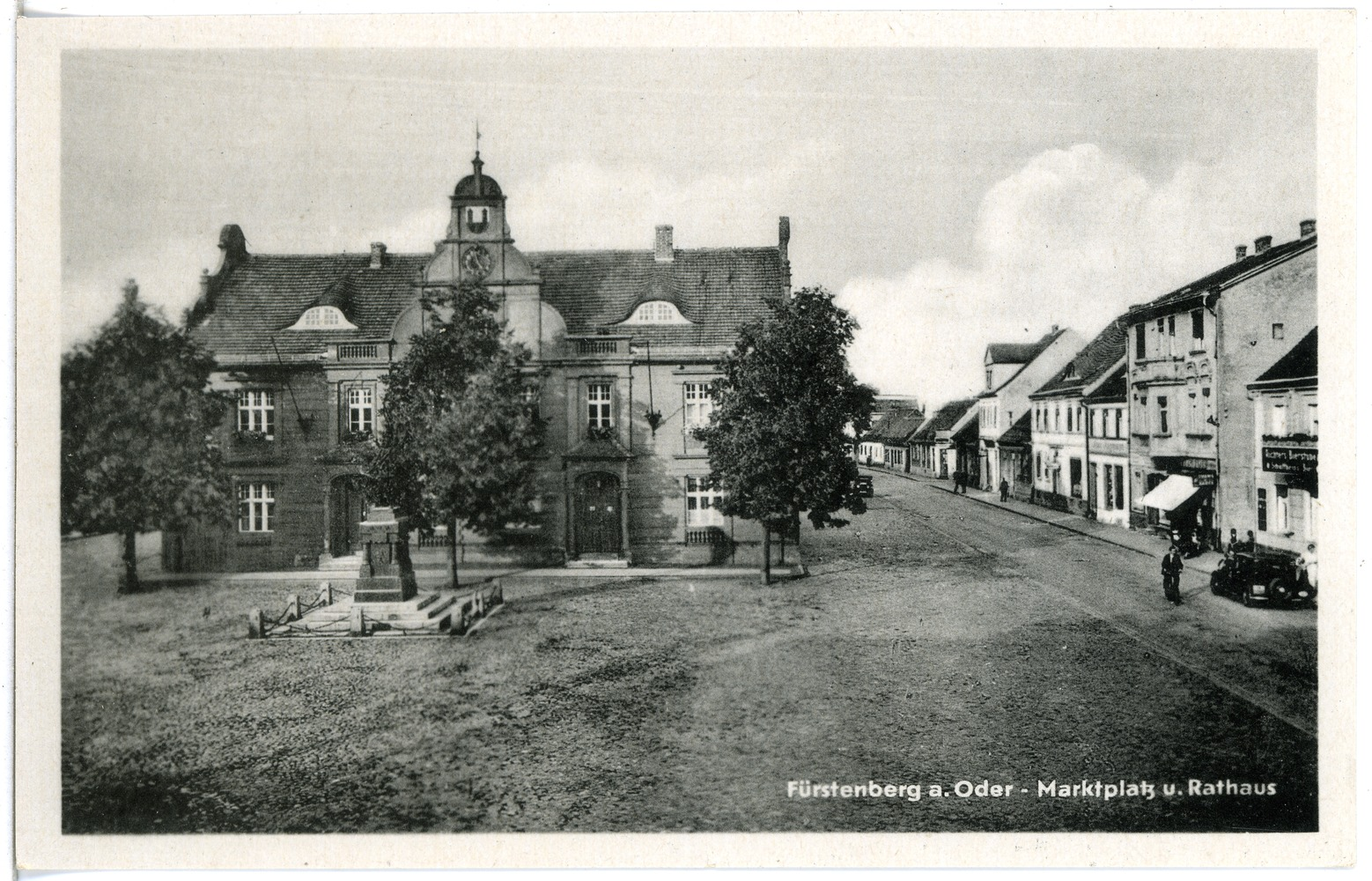
Rynek z ratuszem na starej widokówce

W czasach rozbicia dzielnicowego w Polsce obszar stanowił część ziemi lubuskiej. Leżał w granicach diecezji lubuskiej, następnie prawdopodobnie w ok. połowie XIII w. trafił pod administrację diecezji miśnieńskiej. Przybrzeg założono w 1250. Na początku XIX wieku znaczenie miasta wzrosło w związku z przeprowadzeniem tu linii kolejowej z Berlina do Wrocławia oraz wybudowaniem Kanału Odra-Sprewa. Rozwój przemysłowy miasta nastąpił w 1939 dzięki produkcji broni i chemikaliów, zasilanej przez więźniów ze Stalagu III B. Pod koniec wojny fabryki zdemontowano. W 1944 i 1950 roku do Przybrzegu włączono pobliską wieś Schönfließ (obecnie również dzielnica Eisenhüttenstadt). Po przekroczeniu mostu nad Odrze w lutym 1945 przez Armię Czerwoną, Niemcy wysadzili most, który do tej pory nie został odbudowany (łączył on Przybrzeg z dzisiejszą polską wsią Kłopot).

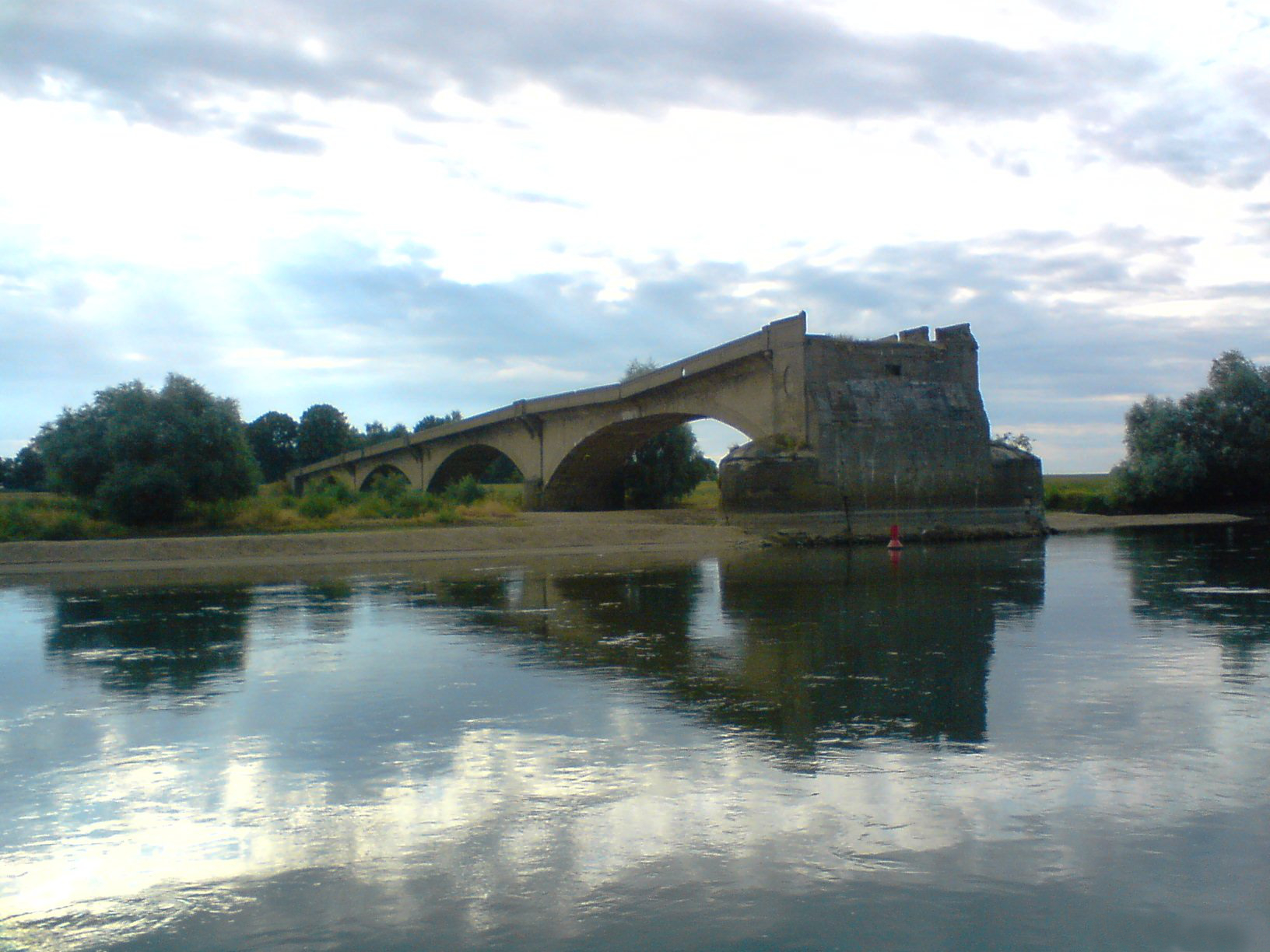
Zburzony most łączący niegdyś Przybrzeg z Kłopotem

Do 1 stycznia Przybrzeg był jedynym miastem niemieckiego powiatu Guben (Landkreis Guben). Po ukształtowaniu w 1945 granicy polsko-niemieckiej na Odrze, według wykazu gmin z 8 listopada 1945 Przybrzeg miał się znaleźć w Polsce jako jedno z dwóch miast (obok Gubina) polskiego powiatu gubińskiego.

Powracając do sytuacji tuż po wojnie, w nowych granicach Polski znalazło się także pięć prawobrzeżnych części przeciętych granicą na Odrze i Nysie Łużyckiej miast: Zgorzelec (część Görlitz), Słubice (część Frankfurtu), Łęknica (część Mużakowa lub Muskau), Barść (część Forst, obecnie wieś Zasieki) oraz „tajemniczy” Przybrzeg (część Fürstenberg an der Oder) – tajemniczy, bo prawy brzeg Fürstenberga nie był nigdy zabudowany.

Ostatecznie Przybrzeg pozostał w Niemczech będąc miastem granicznym.
Po zniesieniu w Niemczech powiatu gubińskiego w 1950, Przybrzeg wszedł w skład nowego powiatu frankfurckiego (Kreis Frankfurt (Oder)), a po jego podziale w związku z NRD-owską reformą administracyjną w 1952 utworzono powiat przybrzeski (Kreis Fürstenberg). W 1961 miasto utraciło samodzielność po połączeniu z sąsiednim Stalinstadtem w nowe miasto Eisenhüttenstadt, a powiat przybrzeski przemianowano na powiat Eisenhüttenstadt (Kreis Eisenhüttenstadt), który przetrwał do 1993.

## Zabytki
- Kościół św. Mikołaja(inne języki) z XV w., późnogotycki
- Ratusz z ok. 1900 r. (ob. budynek biurowo-handlowy)
- Gmach poczty
- Remiza strażacka
- Wieża ciśnień
- Zespół gazowni
- Dworzec kolejowy
- Ruiny elektrowni
- Plebania
- Domy i kamienice
- Cmentarz żydowski

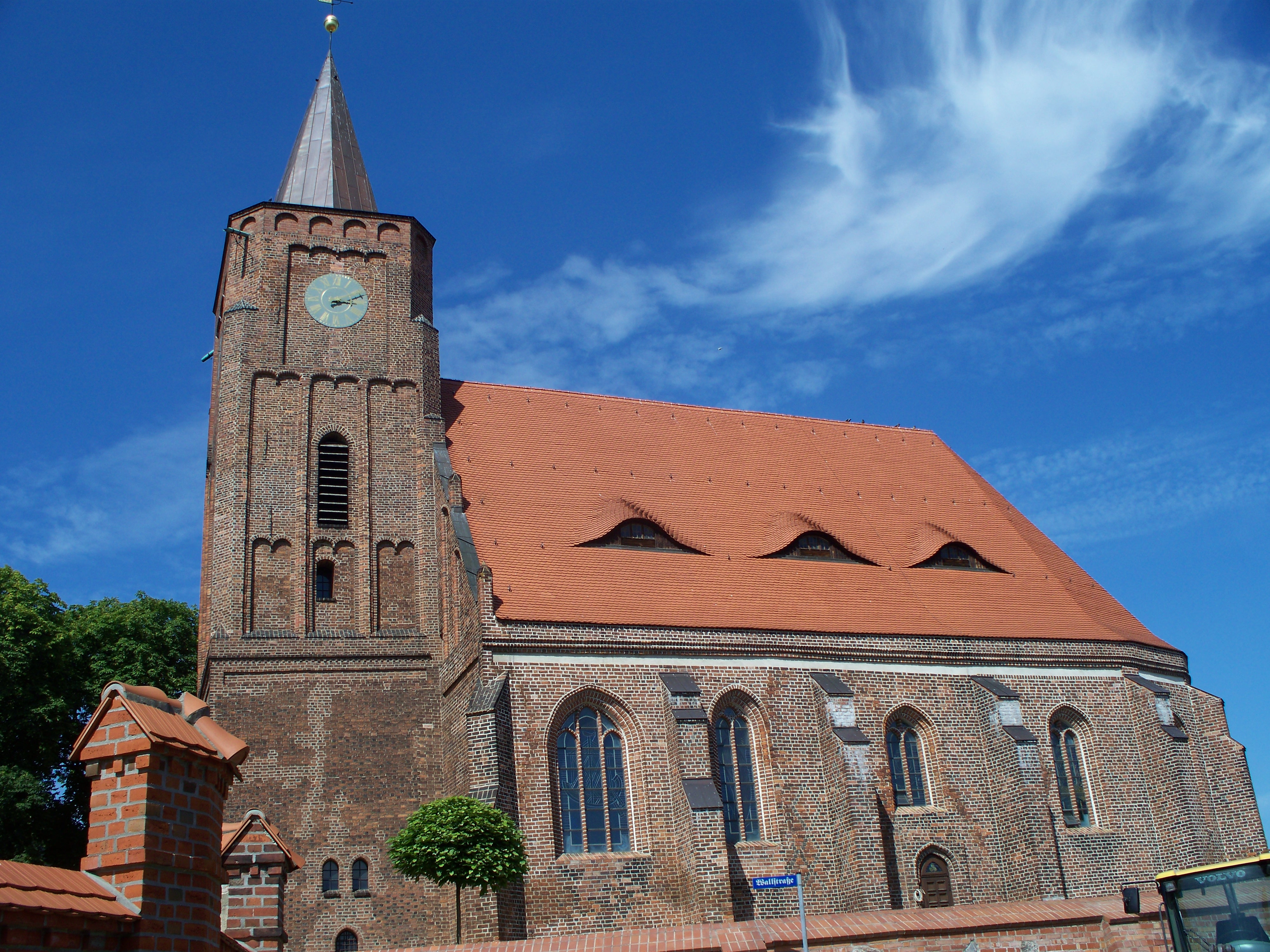
Kościół św. Mikołaja
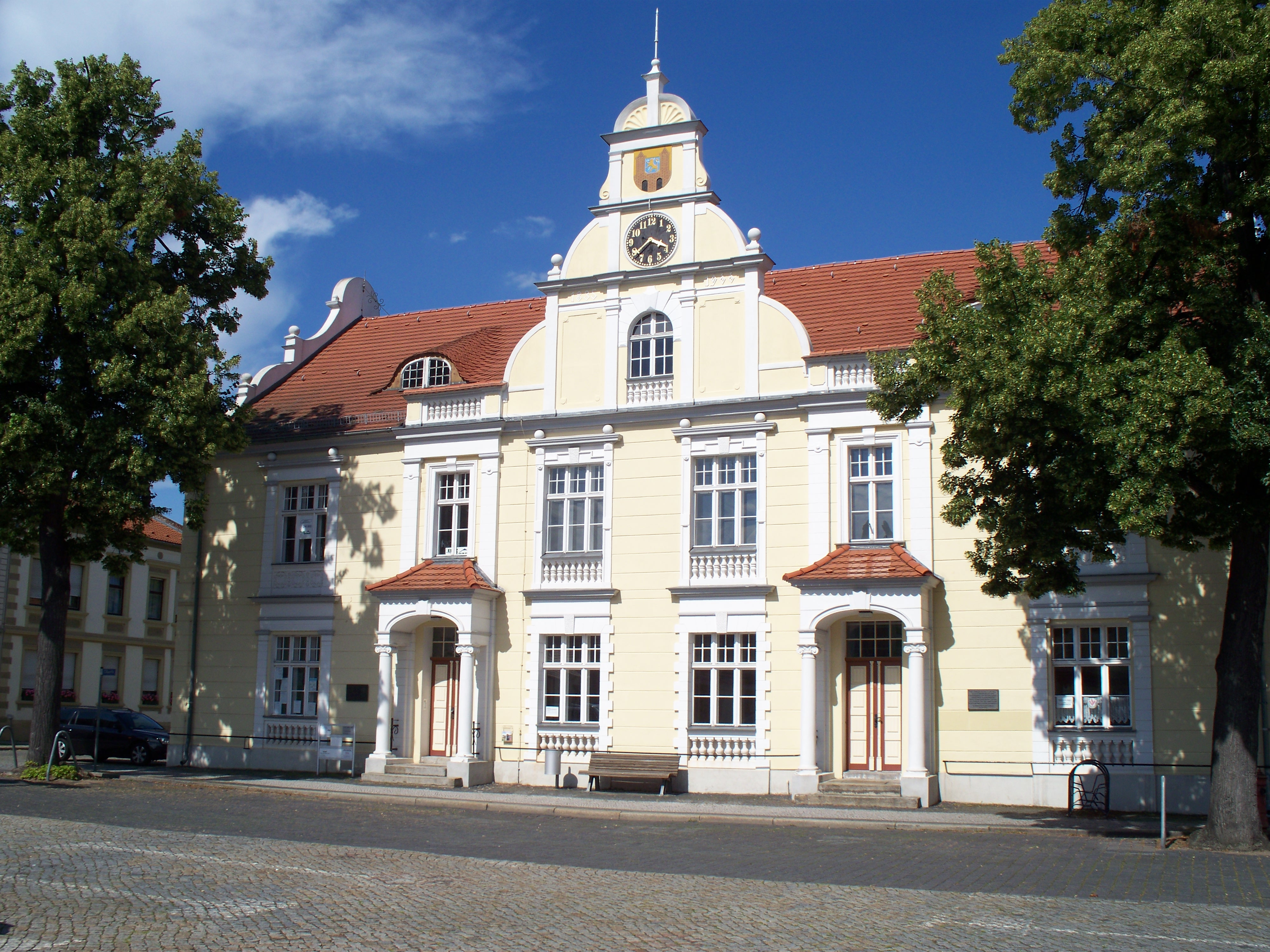
Ratusz
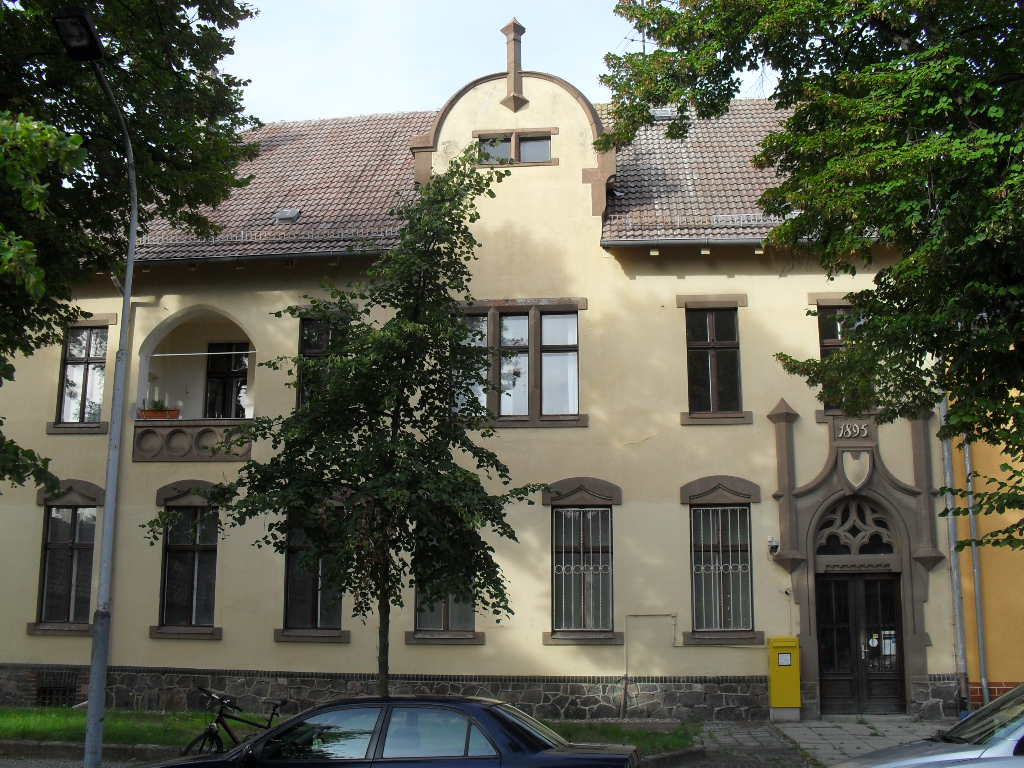
Gmach poczty
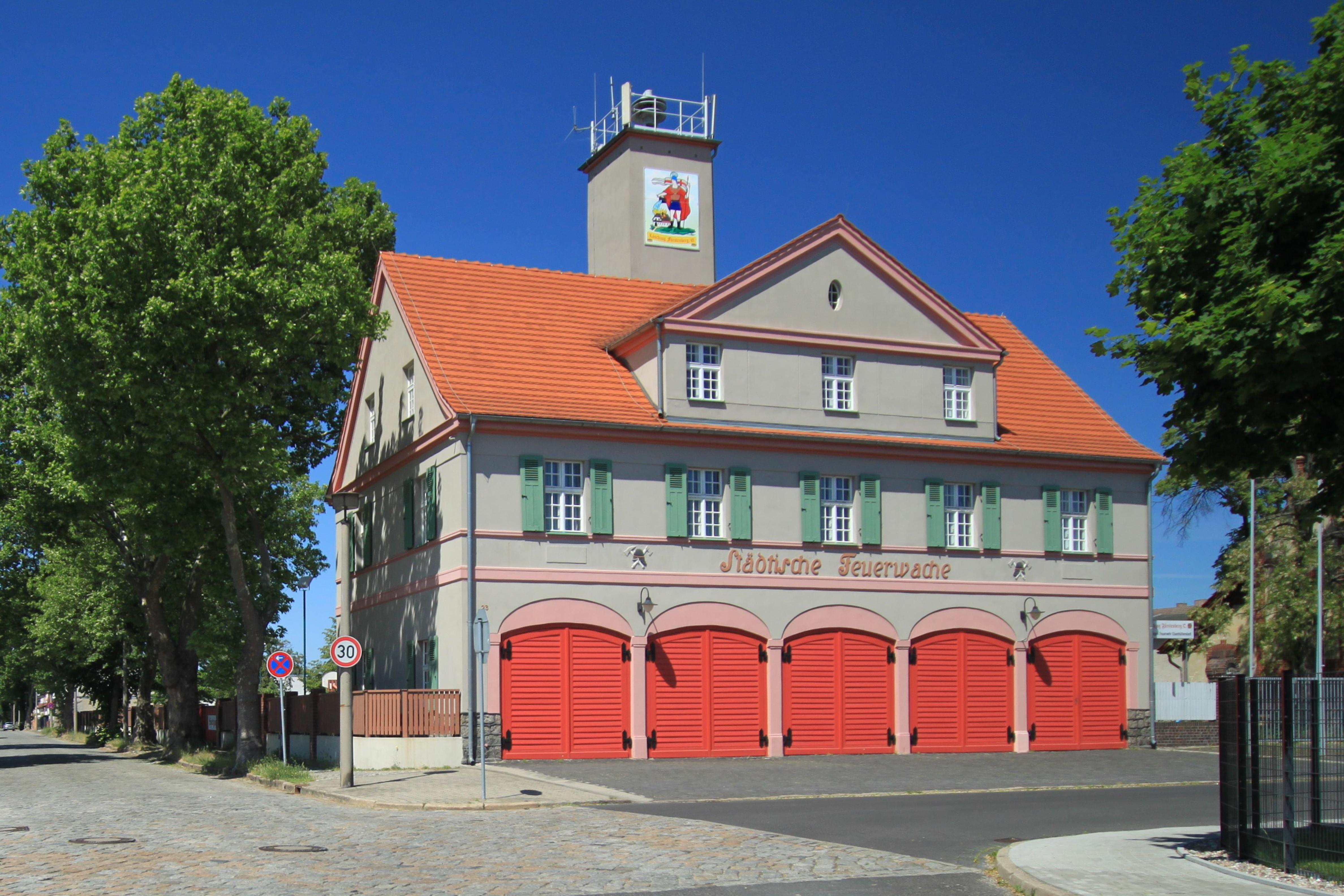
Remiza strażacka